# Physula mesortha
Physula mesortha là một loài bướm đêm trong họ Noctuidae.